# Sotalol
Sotalol, vândut sub numele de marcă Betapace, printre altele, este un medicament utilizat pentru tratarea și prevenirea ritmurilor cardiace anormale. Este recomandat numai la cei cu ritmuri cardiace anormale semnificative din cauza efectelor secundare potențial grave. Dovezile nu susțin un risc scăzut de deces cu utilizare pe termen lung. Se administrează pe cale orală sau injectare într-o venă.
Reacții adverse frecvente includ o frecvență cardiacă lentă, dureri în piept, tensiune arterială scăzută, senzație de oboseală, amețeli, dificultăți de respirație, probleme de vedere, vărsături, și umflare. Alte reacții adverse grave pot include prelungirea QT, insuficiență cardiacă sau bronhospasm⁠(d). In 2017, it was the 267th most commonly prescribed medication in the United States, with more than one million prescriptions. Sotalol este un blocant al receptorilor beta-adrenergici neselectiv care are atât proprietăți antiaritmice de clasă II, cât și proprietăți antiaritmice de clasă III.